# Monument voor Nederlandse Militairen

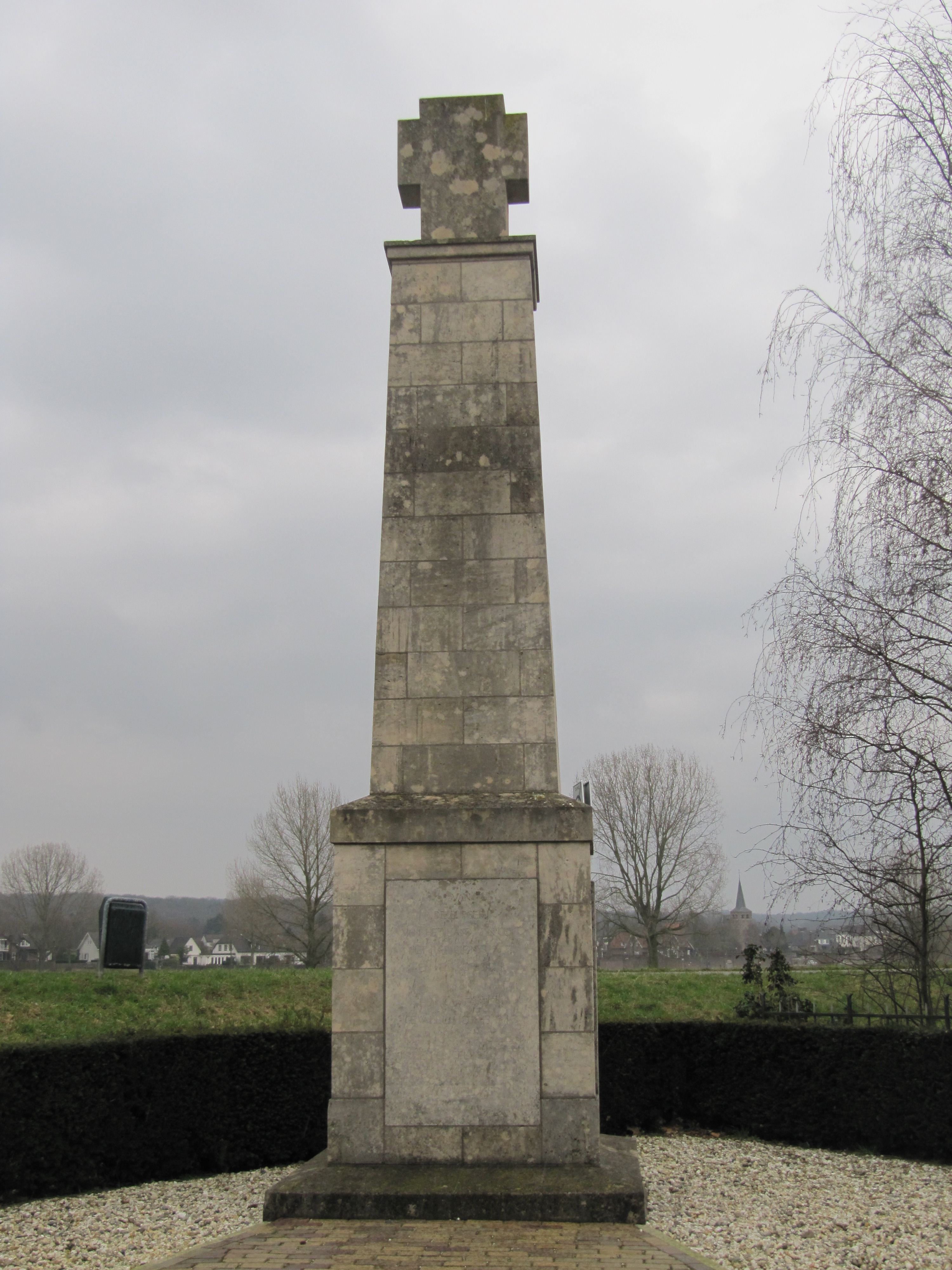

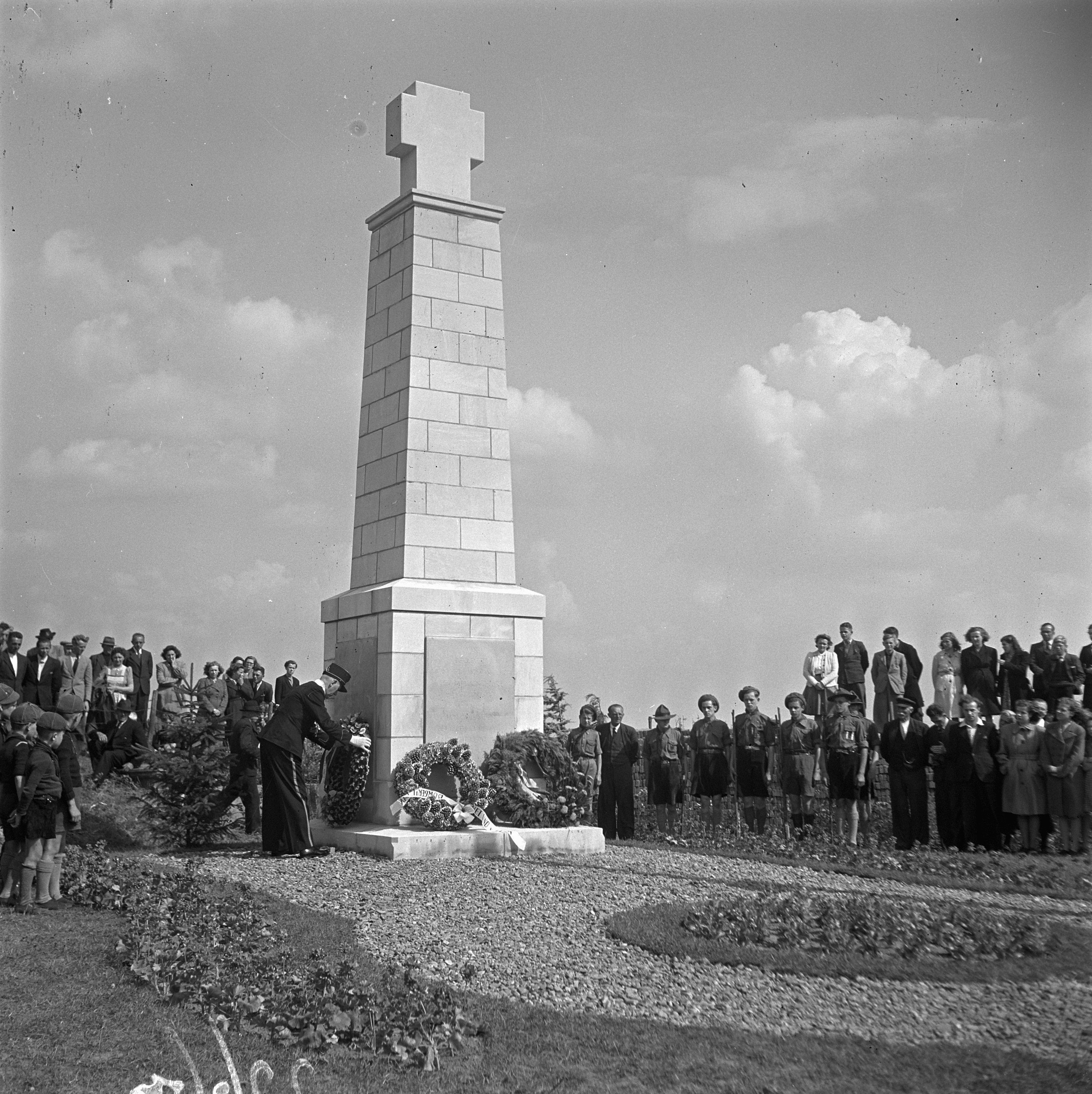
Herdenking bij het monument in 1947. Majoor Hueting legt krans.

Het Monument voor Nederlandse Militairen is een oorlogsmonument in Katwijk (Noord-Brabant). Het werd gemaakt door A M van Breugel. Het monument werd op 12 juli 1947 onthuld door baron van Voorst tot Voorst, de burgemeester van Tilburg.
Het monument bestaat uit een zandstenen obelisk van zeven meter hoogte. Daarboven staat een zandstenen kruis. Het herdenkt 25 soldaten van het Bataljon II-26 R.I. en het Korps P.T. die op 10 mei 1940 bij de strijd tegen de bezetter op de Maaslinie sneuvelden. Hun namen staan aan de zijkant vermeld.
Op de voorzijde van het monument staat de volgende tekst:
VAN DE BURGERIJ VAN HET LAND VAN CUYK 
   
HET BATALJON II-26 R.I. EN HET KORPS P.T.  

AAN HUN KAMERADEN  

GEVALLEN 10 MEI 1940  

HUN PLICHT VERVULLEND IN DEN ONGELIJKEN STRIJD  

TEGEN DEN DUITSCHEN OVERWELDIGER

## Namen
| - P. Bannenberg - J. Bavinck - D. Beers - P.J.J. Clevis - D.J. Compier | - M. van 't Geloof - J.J. Groenenberg - G.T. van Grunsven - A.S. Hendriks - F.G.H. van Hoogenhuize | - A.J. Jacobs - H. Janssen - P.M. Jaspers - P.J. Litjens - J.F. Mallens | - F. Nefs - J.H. Pels - J. Poppeliers - M. Roos - J. van de Rijt | - A. Stoets - J. Tromp - P.L. Verplak - K. Verwey - J.H.A. ter Laak |

## Toelichting
- Johannes Hermanus Arnoldus Maria ter Laak (1913) kreeg opdracht gevangen NSB'ers op 10 mei 1940 naar Frankrijk te brengen en daar te executeren. In Marseille werd die beslissing herroepen, waarna de NSB'ers vrijgelaten werden. Ter Laak behoorde tot het in Katwijk gelegerde detachement politietroepen. Zij vertrokken met de veerboot Prinses Beatrix naar Engeland . Hij werd op 1 oktober 1941 boven Nederland geparachuteerd en op 13 februari 1942 in Den Haag gearresteerd. Hij kwam via Kamp Haaren in Mauthausen terecht waar hij op 7 september 1944 werd geëxecuteerd.
- D.J. Compier, A. Stoets en P.L. Verplak liggen gezamenlijk begraven op de Bijzondere begraafplaats aan de Mariagaarde in Katwijk
- Van Petrus Josephus Johannes Clevis BK (8 maart 1911 - 10 mei 1940) is geen graf bekend. Zijn naam staat ook op een monument op de Grebbeberg, dat in 2005 werd onthuld.